# Nowoajdar
Nowoajdar (ukr. Новоайдар) – osiedle typu miejskiego w obwodzie ługańskim na Ukrainie, siedziba władz rejonu nowoajdarskiego.

## Historia
Sloboda założona w guberni azowskiej.
W 1931 roku zaczęto wydawać gazetę.
Podczas II wojny światowej od 12 lipca 1942 roku do 21 stycznia 1943 roku miejscowość była pod okupacją hitlerowską.
Osiedle typu miejskiego od 1957.
W 2013 liczyło 8555 mieszkańców.